# 基隆河
基隆河是位於臺灣北部的河川，也是淡水河三大上游支流之一，全長86.4公里，橫跨新北市、基隆市與臺北市。該河川雖以「基隆」為名，但實際上主流及其支流主要分布於新北市與臺北市，實際流經基隆市之河段僅約15公里（佔17%）。

## 概況
基隆河發源於新北市平溪區的分水崙，但其水系最遠源流則為其支流芊蓁林溪，發源於獅公髻尾山（又名火燒寮山）東偏北側標高約560公尺處，水系河長約96公里，流域面積約493平方公里。主流從新北市平溪區起始後，往東北流經新北市瑞芳區，進入基隆市暖暖區之後轉彎西流，匯集到七堵區、新北市汐止區，再進入台北市，流經南港、內湖、松山、中山、士林、大同、北投等區，最後於關渡匯入淡水河。
基隆河大致可分成三段：
- 源流段：從發源地平溪地區至瑞芳，平均坡降90分之1。
- 中游段：瑞芳至南港，平均坡降150分之1。
- 下游段：南港至河口關渡，平均坡降3,000分之1。

基隆河昔日自西、荷、清、至日治鐵路運輸暢通以前，利用舟楫之便，可由淡水河口趁潮水直通峰仔峙（後改稱水返腳，今汐止），改乘獨木舟可抵暖暖，再登岸改走陸路越獅球嶺抵達基隆港。西班牙人稱為基馬遜河或奇馬松河（Quimazón; Kimazón）:290；荷蘭人續沿用西班牙的名稱，在《大台北古地圖》也稱里族河（Ritsouquie revier），1655年《熱蘭遮城日記》記為雞籠河（Quelanghsche reviere）；另有峰仔峙港、大隆同溪、內港北溪、基隆溪川、基隆溪、基隆川等多個名稱。

## 地形
基隆河上游往東北東方向流動，經三貂嶺後，轉向北北東，經過猴硐後河谷逐漸開闊，並轉向西流，自瑞芳以下，河道十分曲折，流經暖暖、八堵、七堵、六堵、五堵、汐止、南港之後進入台北盆地，在關渡附近匯入淡水河。上游從源頭自瑞芳約30公里，發源於平溪菁桐附近，與相鄰之景美溪支流大溪墘溪呈谷中分水，河谷狹窄呈V字形，谷中巨礫遍布，岩床裸露，瀑布、壺穴地形特別發達。十分到平溪一帶受到新世晚期地震和火山等作用的影響，河階分布，向東流經十分瀑布後開始深切，形成峽谷地形，回春地形特別明顯，著名的有嶺腳瀑布、十分寮瀑布、野人谷瀑布、暖暖壺穴與大華壺穴等。至三貂嶺附近向東北東的流路驟轉為北向，並在瑞芳附近急轉向西，形成曲流。流經瑞芳距離海岸僅1.5公里，之後進入和緩起伏的丘陵帶，河谷漸開闊，至八堵、松山及汐止之間有廣大的河床平原，在南港附近進入臺北盆地。進入臺北盆地後進入下游河段，一直到關渡為止，由於河床為沖積層，土質鬆軟，呈顯著的自由曲流，蜿蜒穿梭於臺北盆地。

## 主要支流
- 基隆河：新北市、台北市、基隆市
  - 貴水二溪：台北市北投區
    - 水磨坑溪
    - 貴子坑溪

  - 磺港溪：台北市北投區
    - 北投溪

  - 外雙溪：台北市北投區、士林區

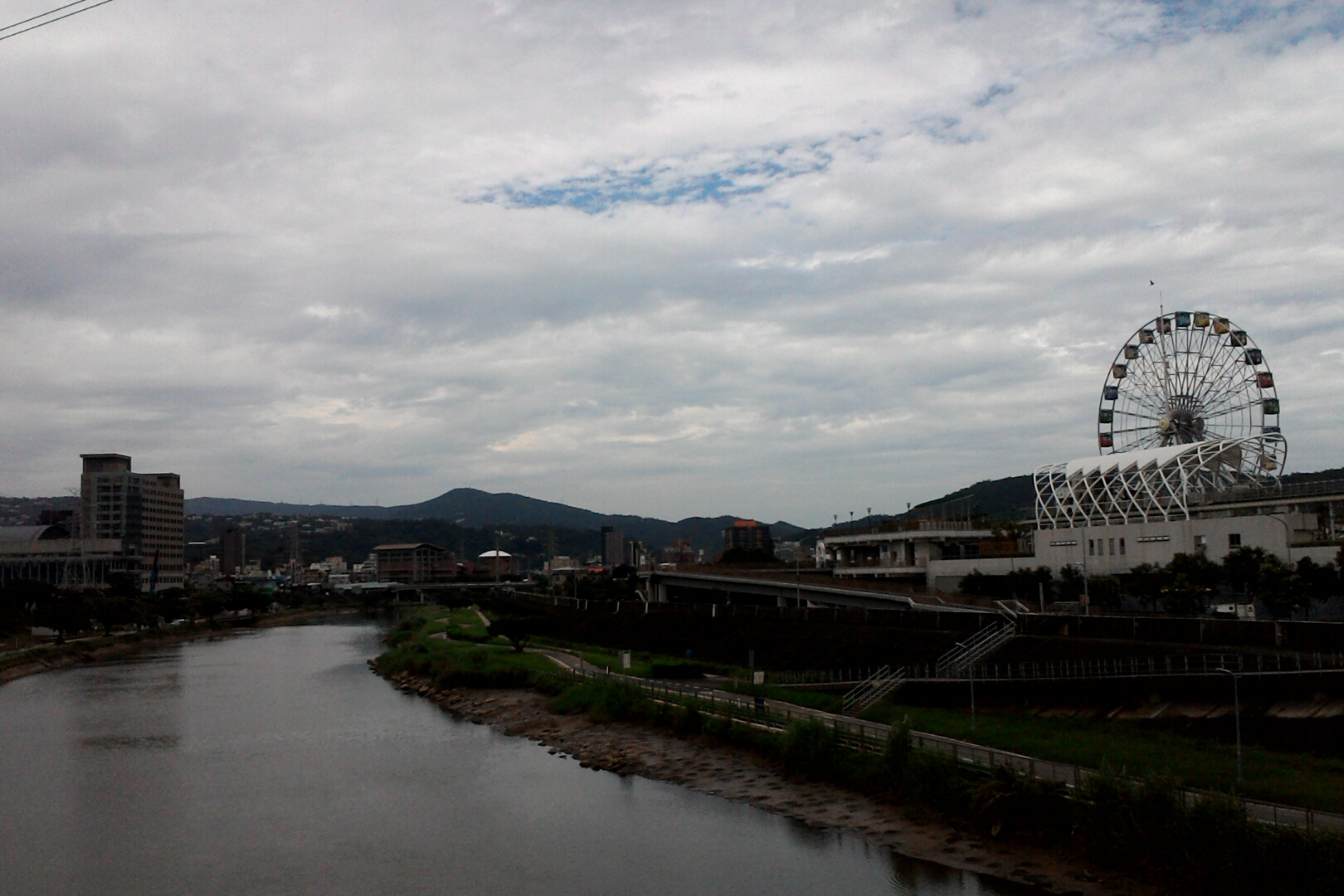
由承德路向上游方向看外雙溪。

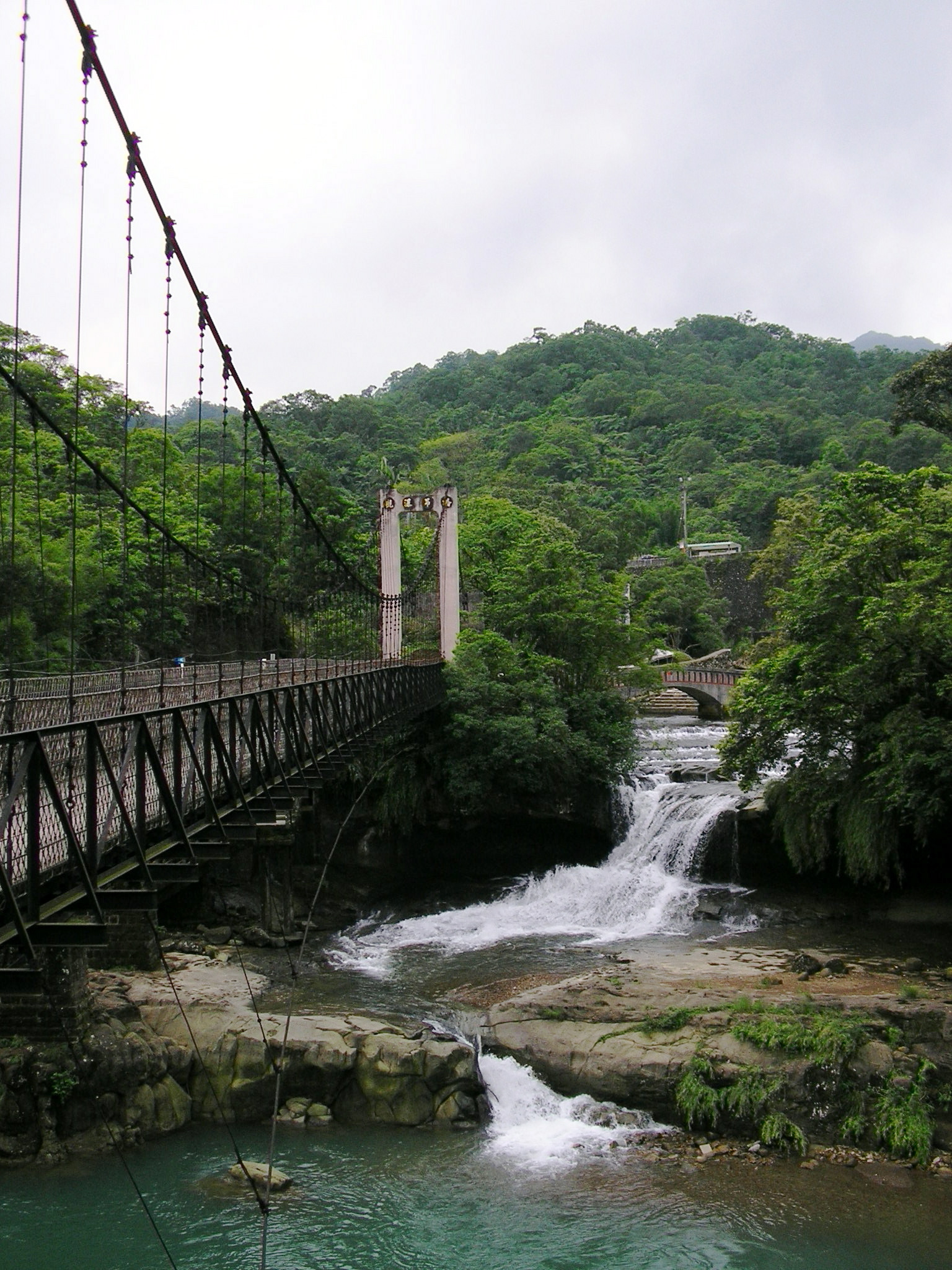
位於平溪區的月桃寮溪由眼鏡洞注入基隆河。

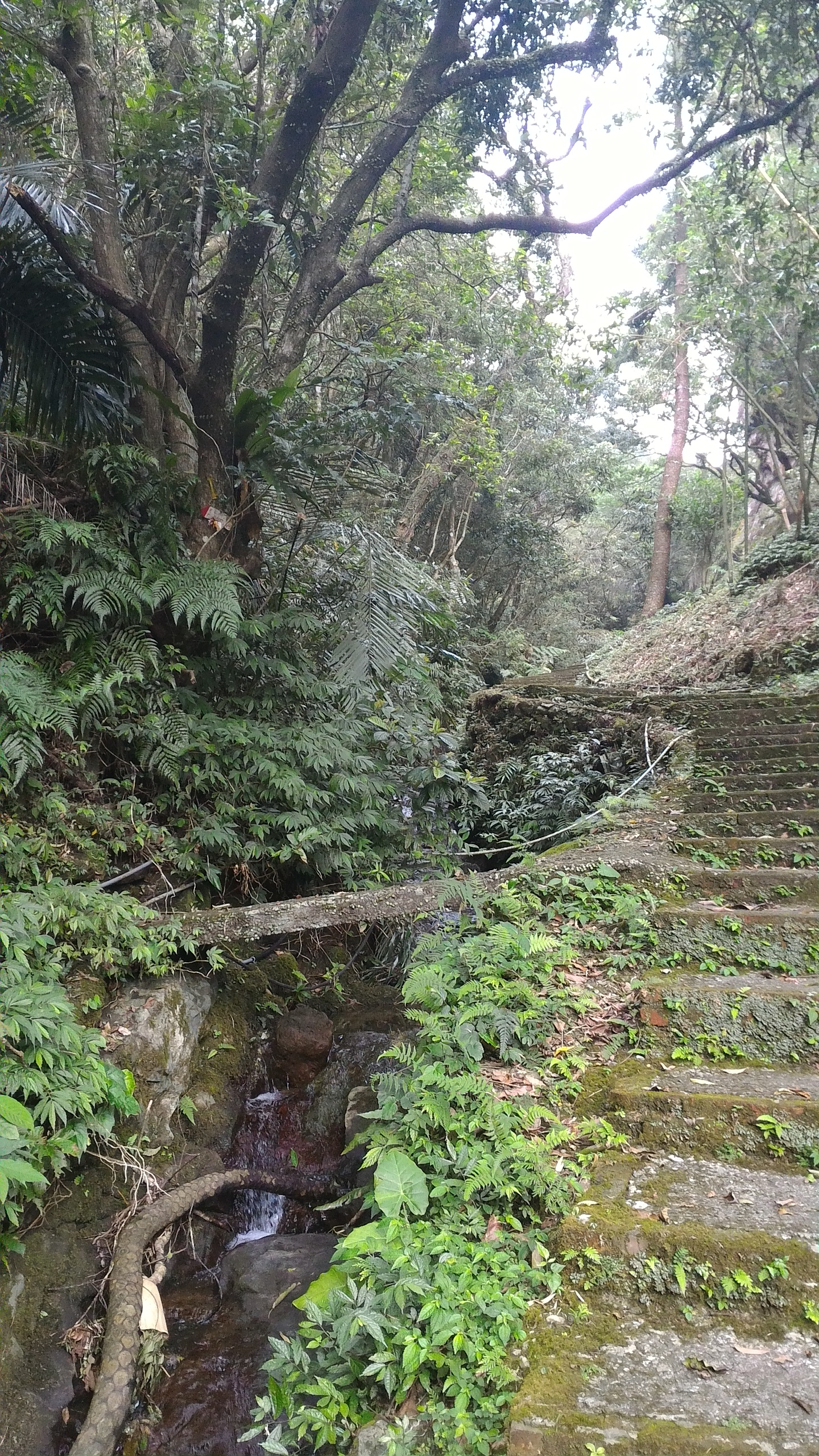
源頭小溪小橋（石底觀音山登山口）。

    - 磺溪：台北市北投區、士林區，磺溪後段亦為北投區和士林區的界河
    - 內雙溪：台北市士林區

  - 堀川：台北市中山區、中正區、大安區
  - 內溝溪：台北市內湖區、新北市汐止區
  - 草濫溪：新北市汐止區
  - 大坑溪：台北市南港區、新北市汐止區
    - 四分溪：台北市南港區

  - 下寮溪：新北市汐止區
  - 北峰溪：新北市汐止區
  - 叭嗹溪：新北市汐止區
  - 北港溪：新北市汐止區
  - 康誥坑溪：新北市汐止區
  - 智慧溪：新北市汐止區
  - 禮門溪：新北市汐止區
  - 茄苳溪：新北市汐止區
  - 鄉長溪：新北市汐止區
  - 保長坑溪：新北市汐止區
  - 鹿寮溪（友蚋溪）：基隆市七堵區
  - 瑪陵坑溪：基隆市七堵區
  - 拔西猴溪：基隆市七堵區
  - 大武崙溪：基隆市七堵區、安樂區
  - 暖暖溪：基隆市暖暖區
    - 西勢坑溪：基隆市暖暖區
    - 東勢坑溪：基隆市暖暖區

  - 魚坑溪：新北市瑞芳區
  - 深澳坑溪：基隆市信義區、新北市瑞芳區
    - 相思溪（為深澳坑溪的一小支流，在"相思嶺"和"六坑"之間由東北方向注入深澳坑溪）

  - 新寮溪：新北市平溪區
  - 灰窯溪：新北市平溪區
  - 芊蓁林溪：新北市平溪區
    - 火燒寮溪：新北市平溪區
    - 東勢格溪：新北市平溪區

  - 三坑溪：新北市平溪區

## 主要橋樑

興建中的社子大橋。

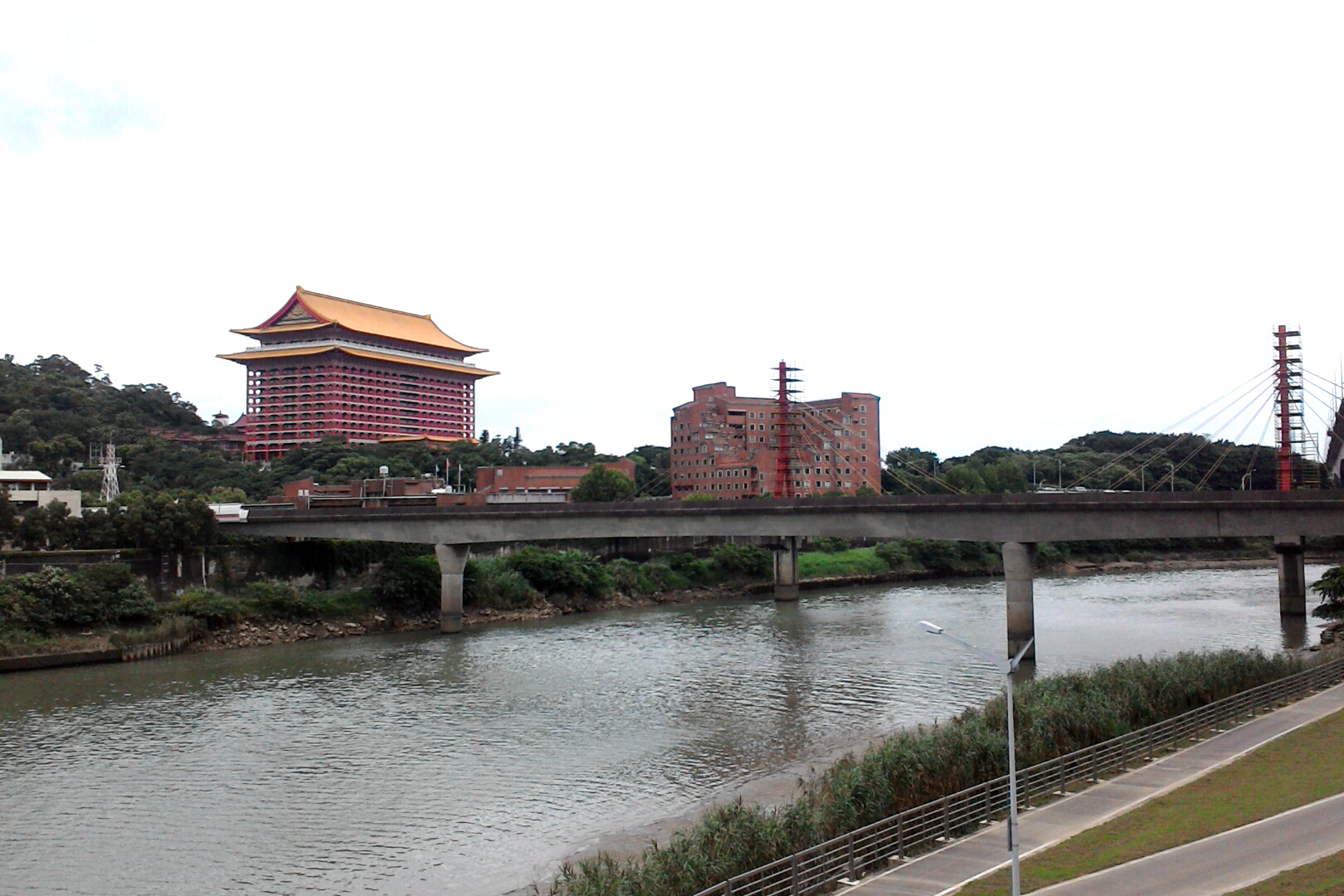
由承德橋向上游方向看基隆河。

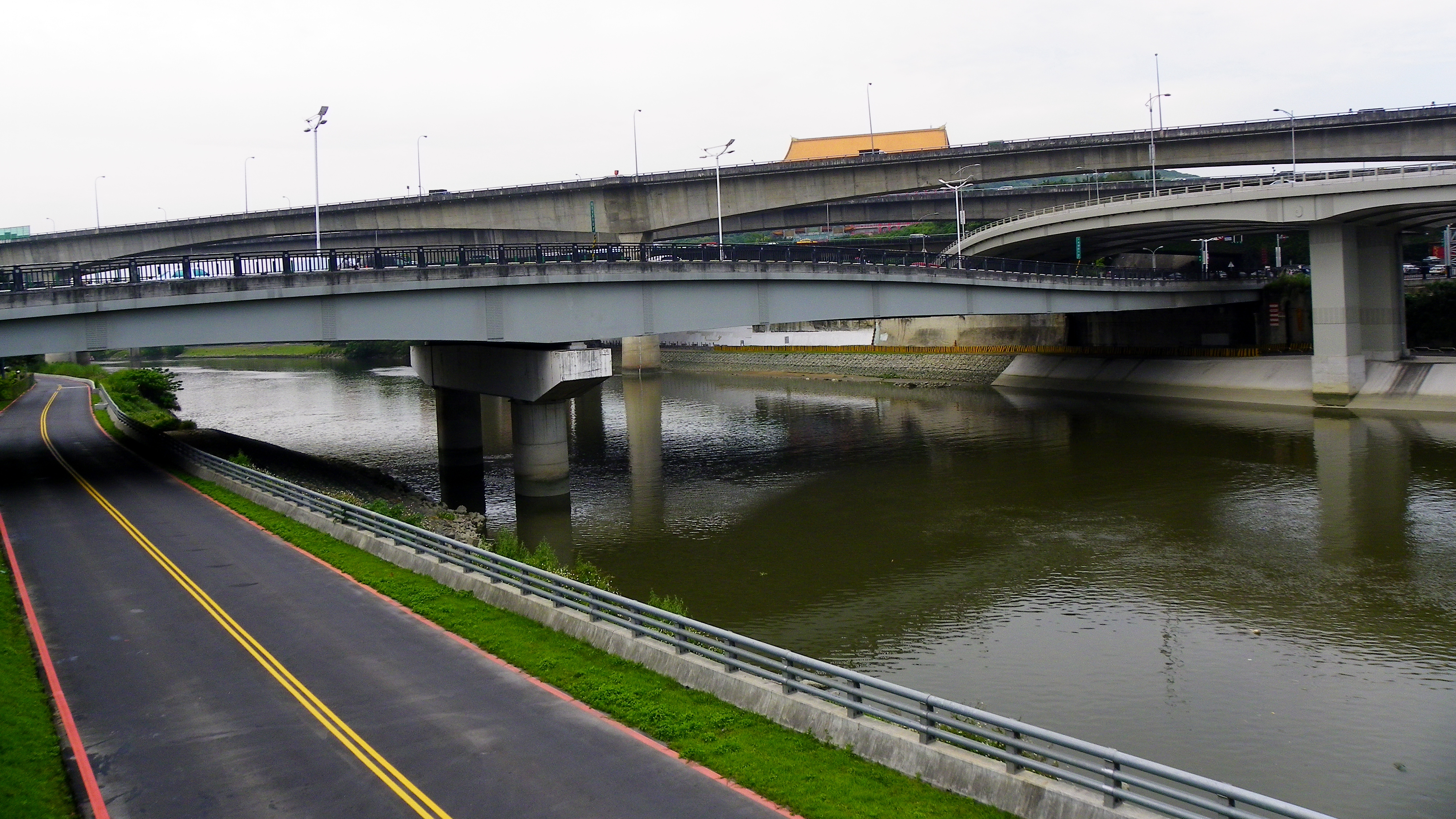
在劍潭山前；中山橋（左前）、松江大橋（右前）、汐止五股高架橋（後）、中山高速公路圓山橋（最後）交叉跨過基隆河。

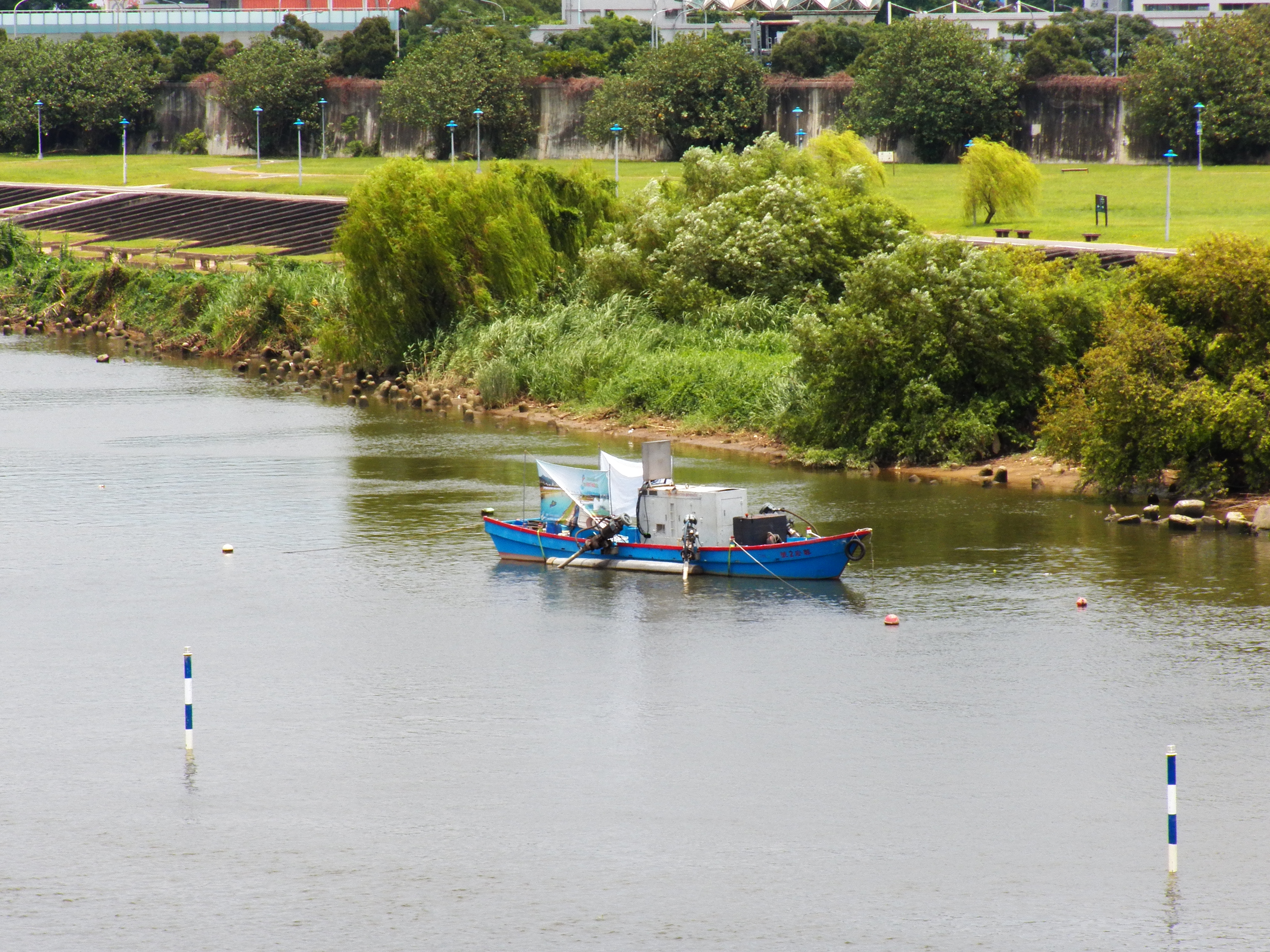
河面淨水艇。

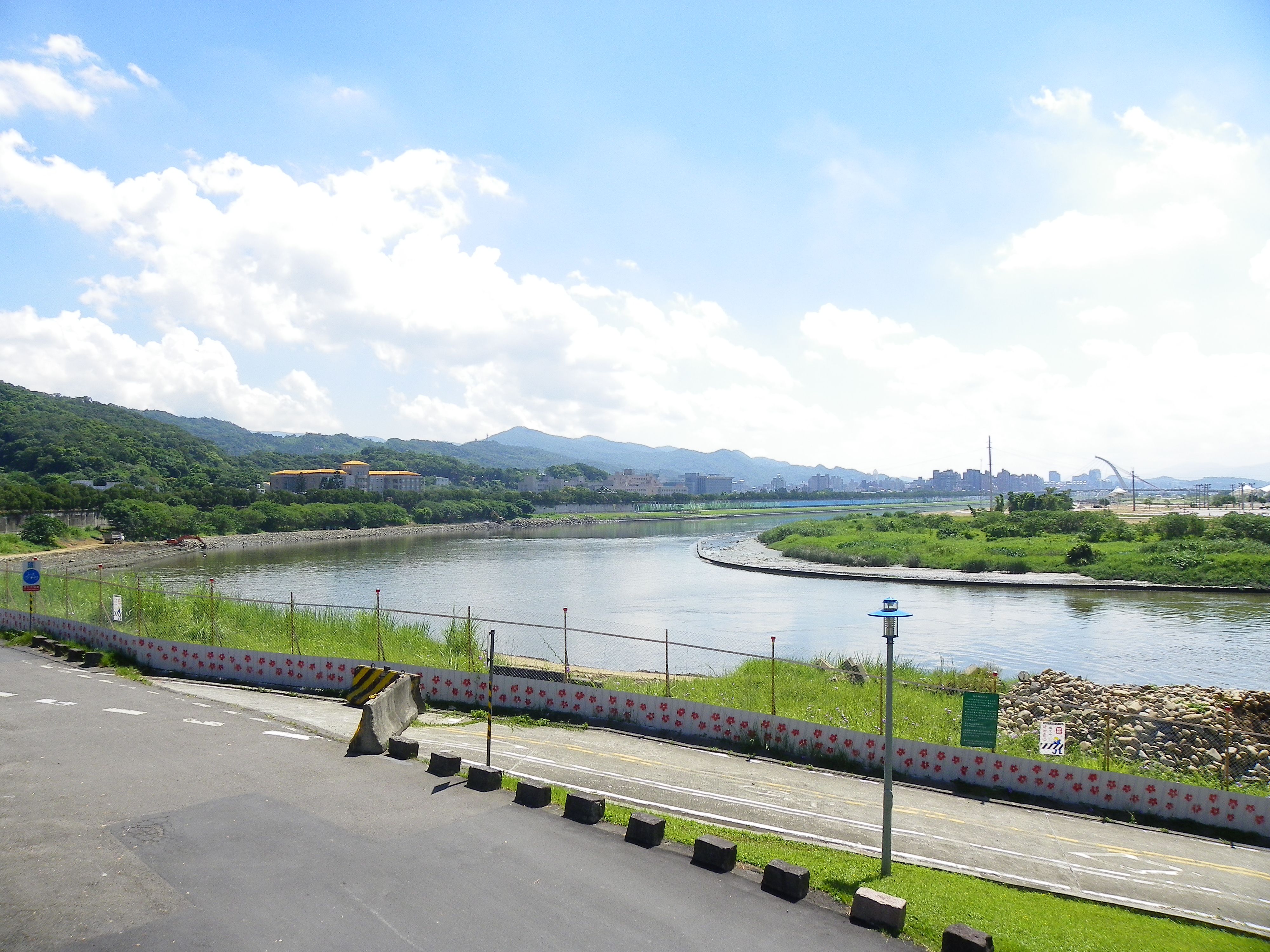
大直流向劍潭山麓劍潭段的基隆河。

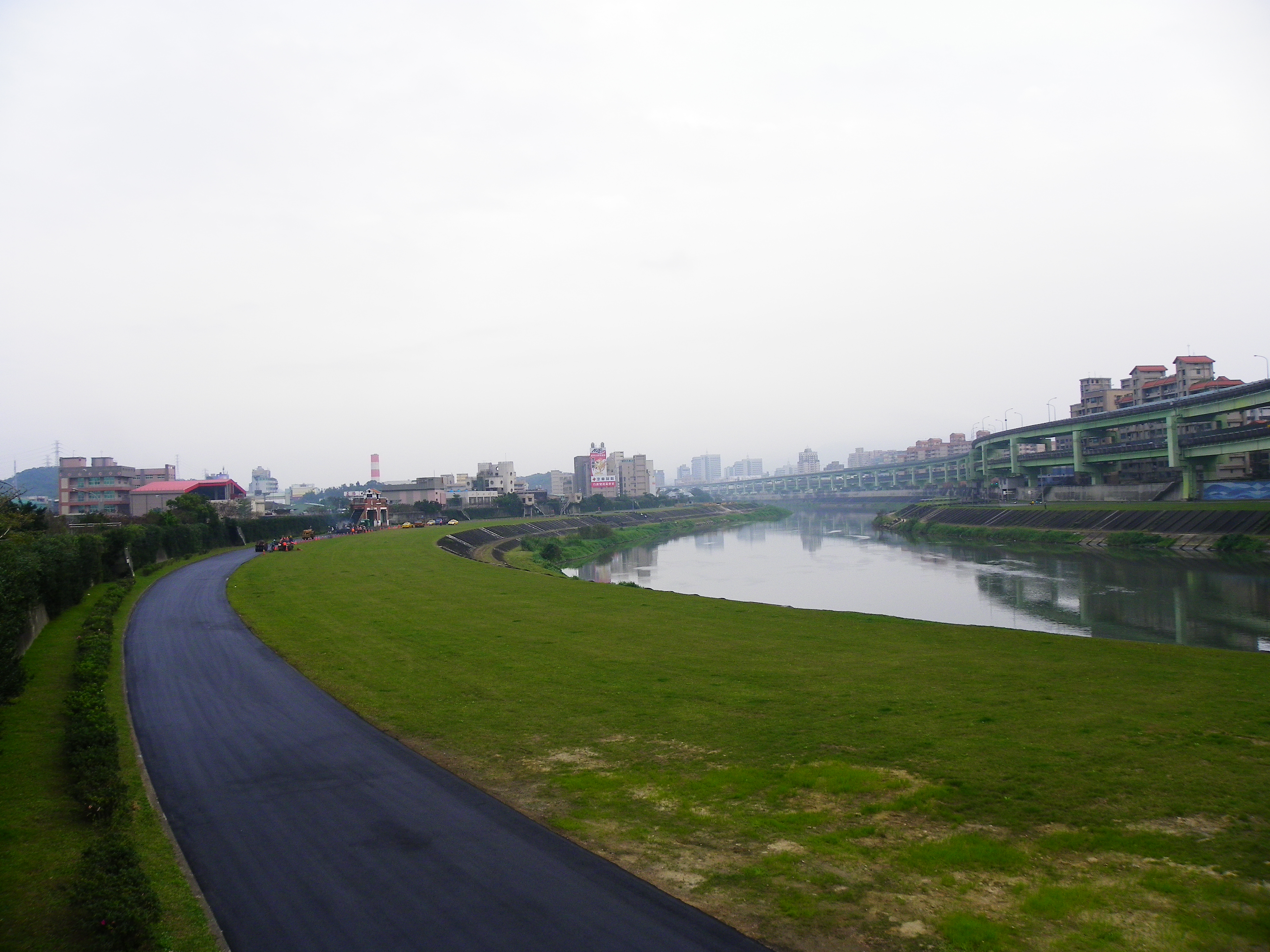
南港區環東大道與基隆河，左側（北岸）是內湖區南湖右岸河濱公園。

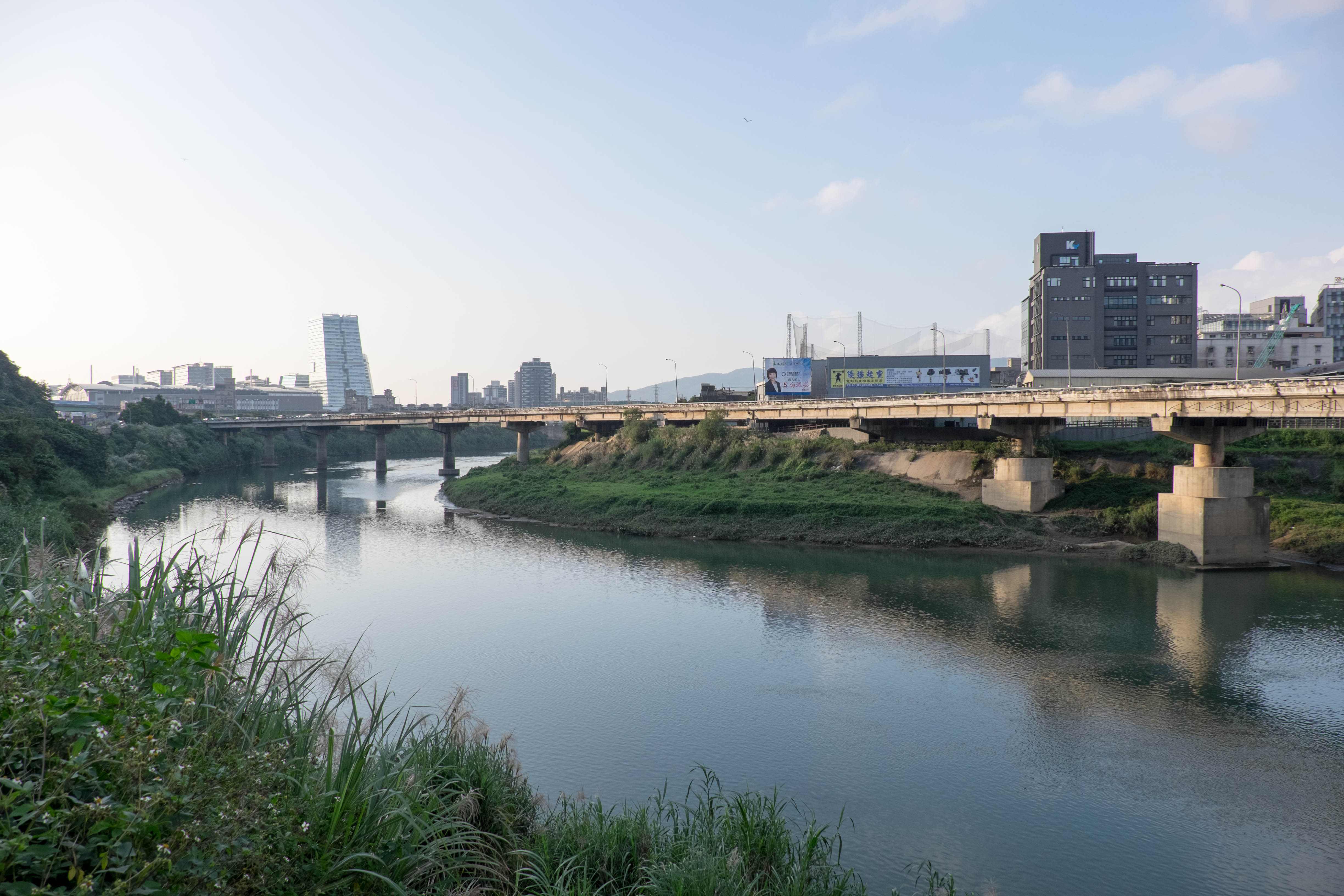
位於汐止區的北山大橋西段南側。

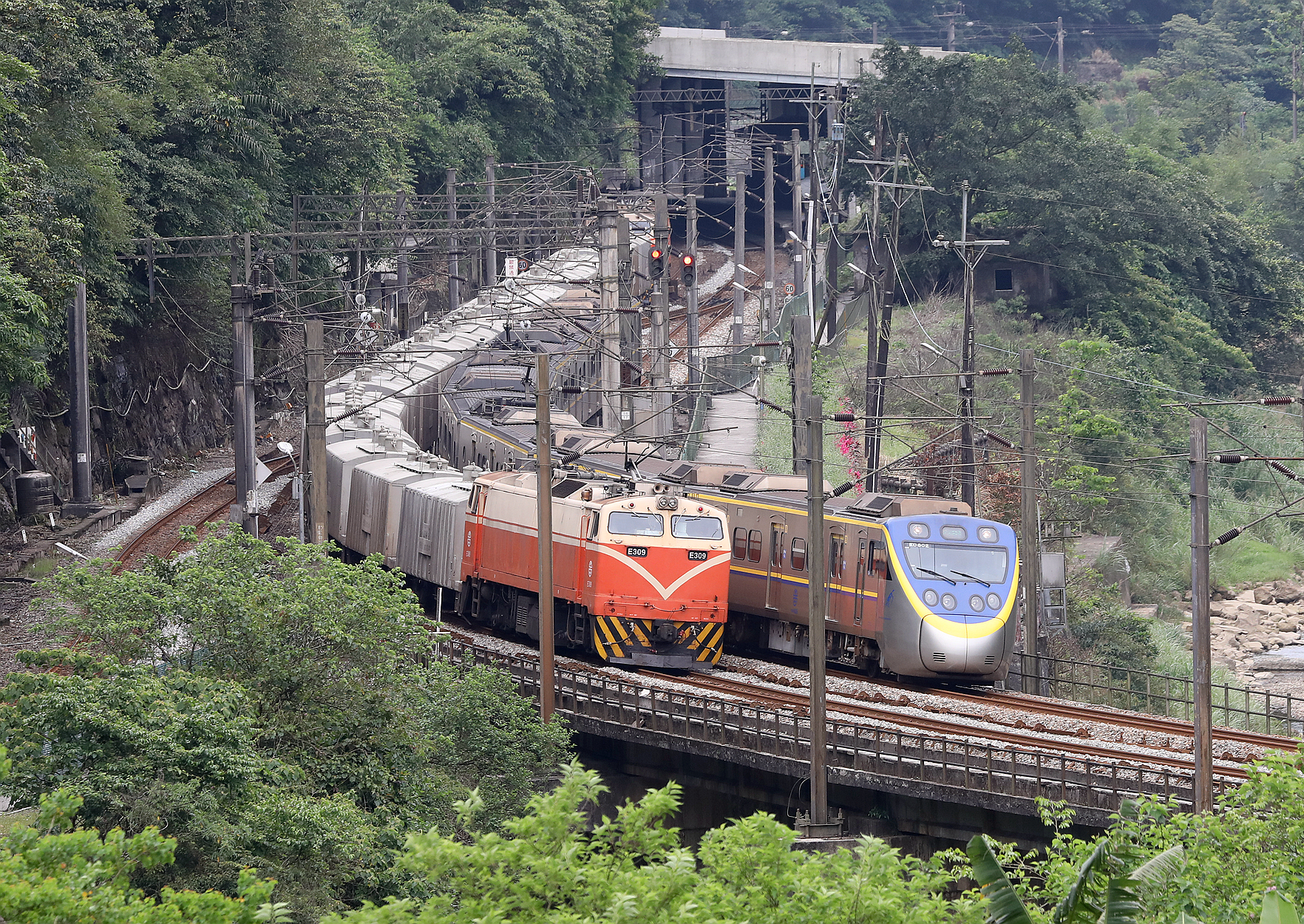
位於瑞芳區的台鐵宜蘭線第三基隆河橋（三貂嶺站南側）

以下由河口至源頭列出主流上之主要橋樑：

### 台北市士林區、北投區、中山區、松山區、內湖區、南港區
- 社子大橋：連接北投區及士林區社子地區的橋樑。
- 洲美橋：連接北投區及士林區洲美快速道路的橋樑。
- 百齡橋：連接士林區及士林區社子地區的橋樑。
- 承德橋
- 台北捷運淡水信義線基隆河橋
- 水管橋
- 汐止五股高架橋(南下)
- 中山高速公路圓山橋
- 汐止五股高架橋(北上)
- 中山橋
- 松江大橋
- 大直橋
- 內湖橋（1992年拆除）
- 中山高速公路內湖橋
- 民權大橋
- 麥帥二橋
- 麥帥一橋
- 彩虹橋
- 成美橋
- 長壽橋（1996年拆除）
- 成功橋
- 環東大橋
- 南湖大橋
- 台北捷運文湖線基隆河橋

### 新北市汐止區
- 北山大橋
- 南陽大橋
- 社橋
- 新社橋
- 中山高速公路基隆河四號橋
- 樟江大橋
- 福爾摩沙高速公路基隆河橋
- 中山高速公路基隆河三號橋
- 江北二橋
- 江北大橋
- 禮門橋
- 汐止貨運車聯絡道橋
- 星光橋(基隆河景觀橋)
- 長安大橋
- 新長安橋

### 基隆市七堵區
- 中山高速公路基隆河二號橋
- 中山高速公路基隆河一號橋
- 千祥橋
- 百福橋
- 實踐橋
- 五堵橋
- 六堵橋
- 五福橋
- 六合橋
- 七賢橋
- 崇智橋
- 大華橋

### 基隆市暖暖區
- 八德橋
- 八堵橋 (台鐵)
- 八堵橋
- 暖江橋
- 第一基隆河橋

### 新北市瑞芳區
- 瑞慶橋
- 慶安橋
- 四瑞第一號橋
- 國芳橋
- 四瑞第二號橋
- 介壽橋
- 瑞芳橋
- 瑞峰橋
- 新柑橋
- 圓山橋
- 第二基隆河橋
- 新介壽橋
- 介壽橋
- 運煤橋(瑞三橋)
- 復興橋
- 第三基隆河橋
- 三爪子橋

### 新北市平溪區

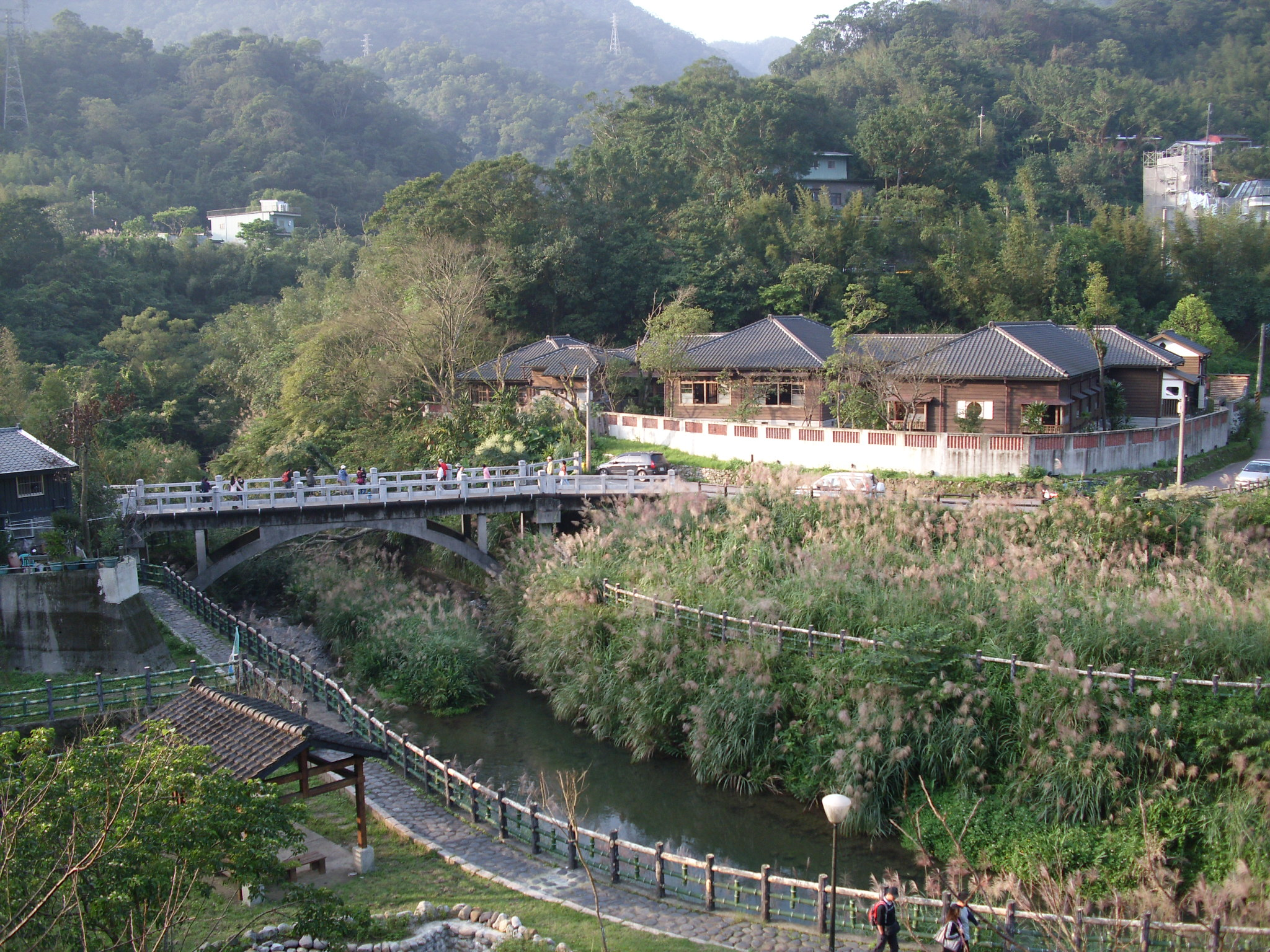
民生橋和真樸齋

- 觀瀑吊橋
- 平溪線平溪橋
- 四廣潭吊橋
- 十分觀光大橋
- 台2丙線基隆河橋
- 南山橋
- 十分寮橋
- 靜安吊橋
- 慶和橋
- 平陽橋
- 石底橋
- 菁桐橋
- 中埔鐵橋
- 平菁橋
- 民生橋

## 整治水患問題

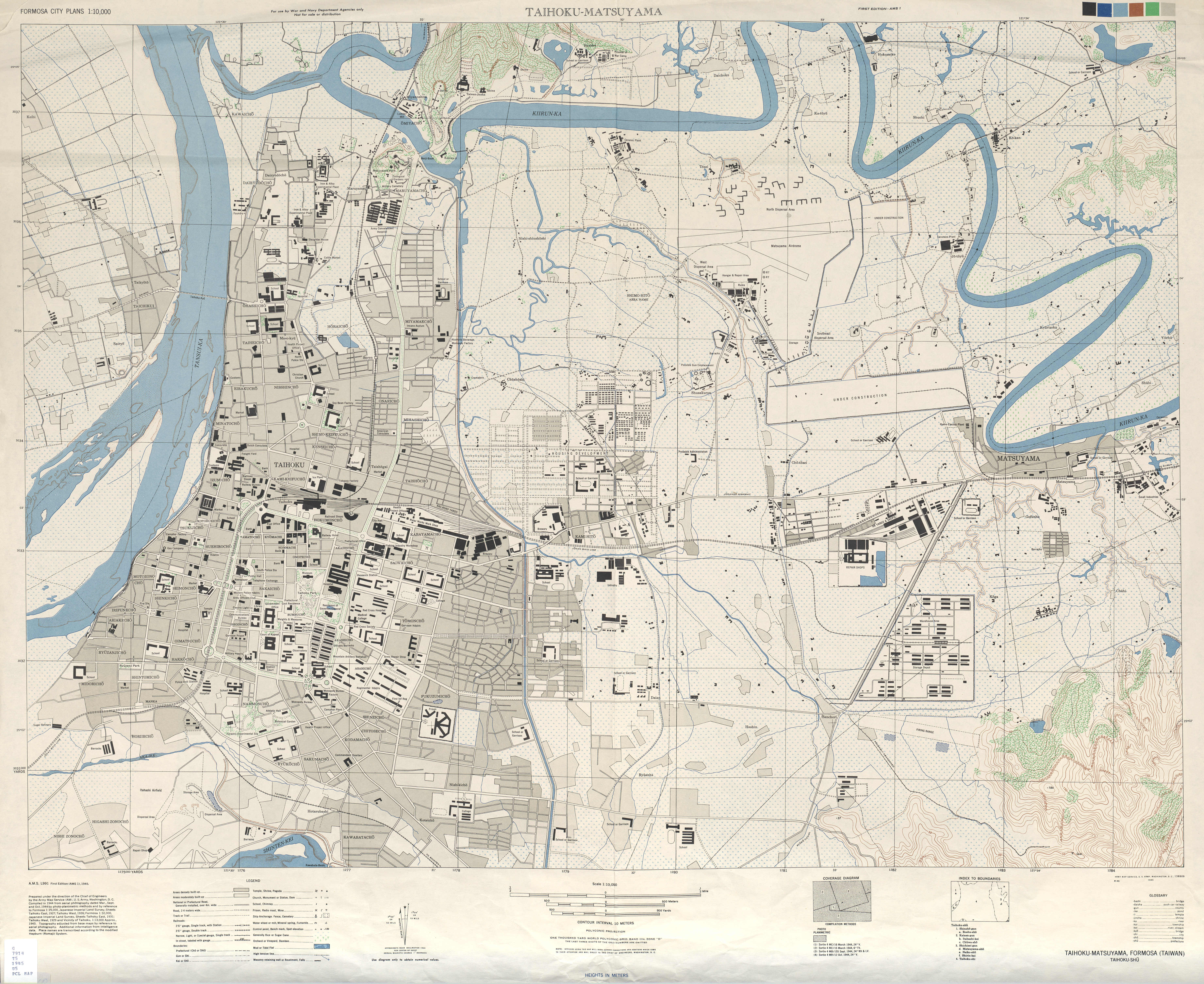
1945年美軍繪製之臺北地圖，圖中上方可見原本基隆河蜿蜒曲流的樣貌

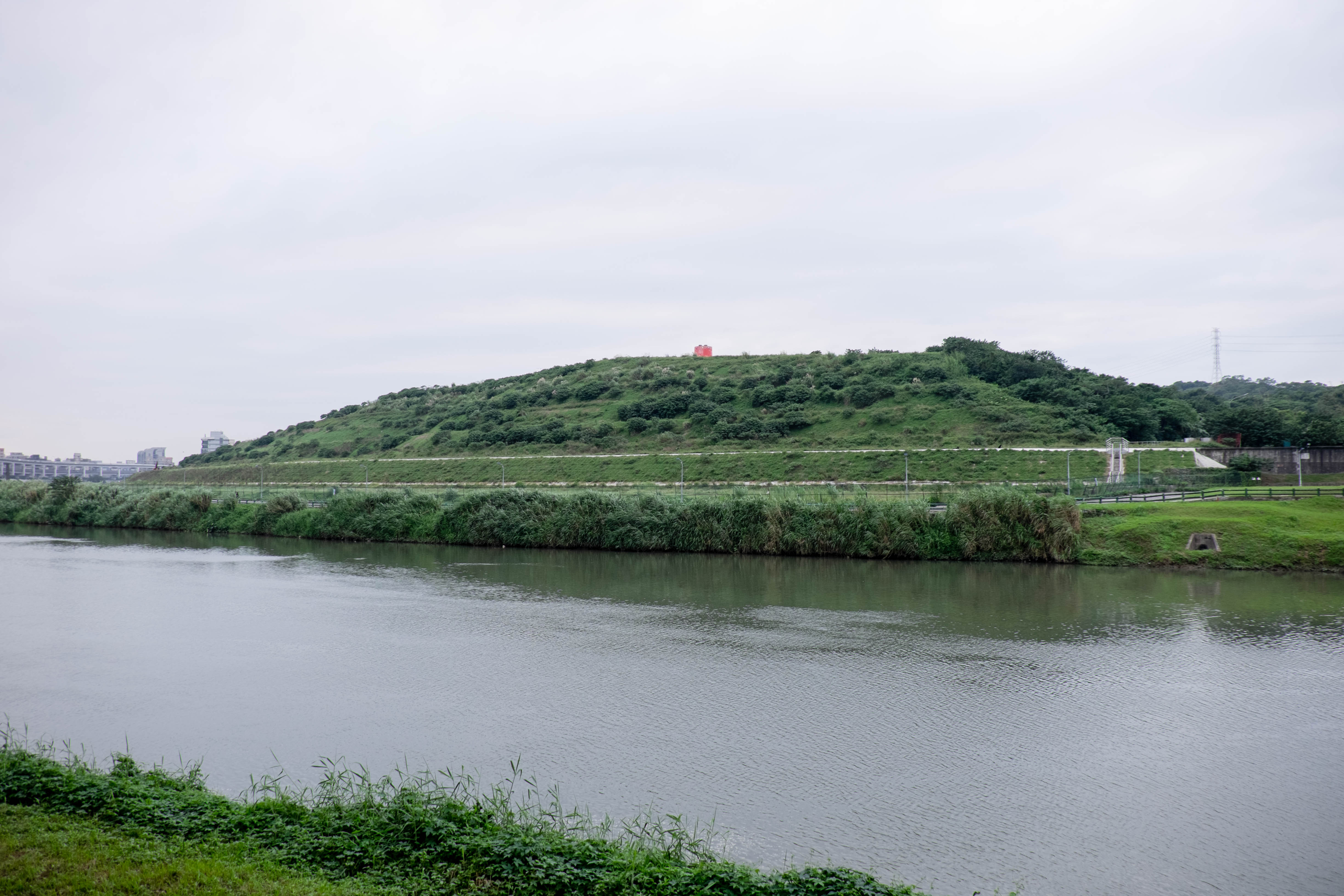
基隆河內湖段。

由於基隆河的河道曲折，且上游的平溪山區為臺灣雨量最多的地區，因此每當颱風或豪雨來襲時，易造成下游地區的水患，故進行了兩次基隆河截彎取直工程。

### 第一次截彎取直
第一次整治於1964年11月5日至1965年7月19日處理士林段的基隆河，中華民國國軍部隊從社子島挖開一條新的河道，原河道及番仔溝後來被填平，形成基河路與劍潭路、承德路四段三條道路。工程完畢後，社子島則成了社子半島，僅留下福德綠地供人憑弔。

### 第二次截彎取直
第二次於1991年11月11日至1993年11月10日，在大直、松山、內湖與南港段實行第二次的工程，以利於基隆河洪水的宣洩。工程完成後，雖然臺北市下游段的水患獲得改善，但因河道縮短使漲潮時河水逆流而上，造成中游段的汐止和基隆市的五堵等地區反而在降雨量大時常發生水患。以下為整建後原河道的利用變遷：
- 中山大直段：北安路、堤頂大道二段、美麗華。
- 內湖段：民權東路六段、行善路、內湖科學園區。
- 南港段：石潭公園。

關於松山段的截彎取直，在前臺北市長黃大洲的《改造：基隆河截彎取直紀實》一書中提到：數值模擬的結果，若是只有截彎取直，和原公告的內湖堤線（沿著河灣而建）相較，因為蓄洪量降低，河水水位會提高，因而低水水槽必需特別挖深。因此將截彎取直視為都市更新開發計畫比較恰當。截彎取直後產生的「新生土地」，的確造就了內湖科技園區和明水路的新興住商混合區，以及舊宗路的新興商業區。

### 員山子分洪道
後來又於2003年到2005年間在瑞芳興建員山子分洪道，可將上游的洪水分流排入東海，對中游地區的洪水防制具有相當效果。
在2015年9月強颱杜鵑來襲時，員山子分洪堰最高水位達66公尺，分洪量達每秒932立方公尺，分洪體積2021萬立方公尺，相當於8,100個標準游泳池水量。經濟部表示，員山子分洪道可將基隆河81%洪水分流入東海，亞洲最大分洪道「員山子分洪道」確保基隆河下游的北北基地區800萬人口倖免於水患。

## 觀光景點

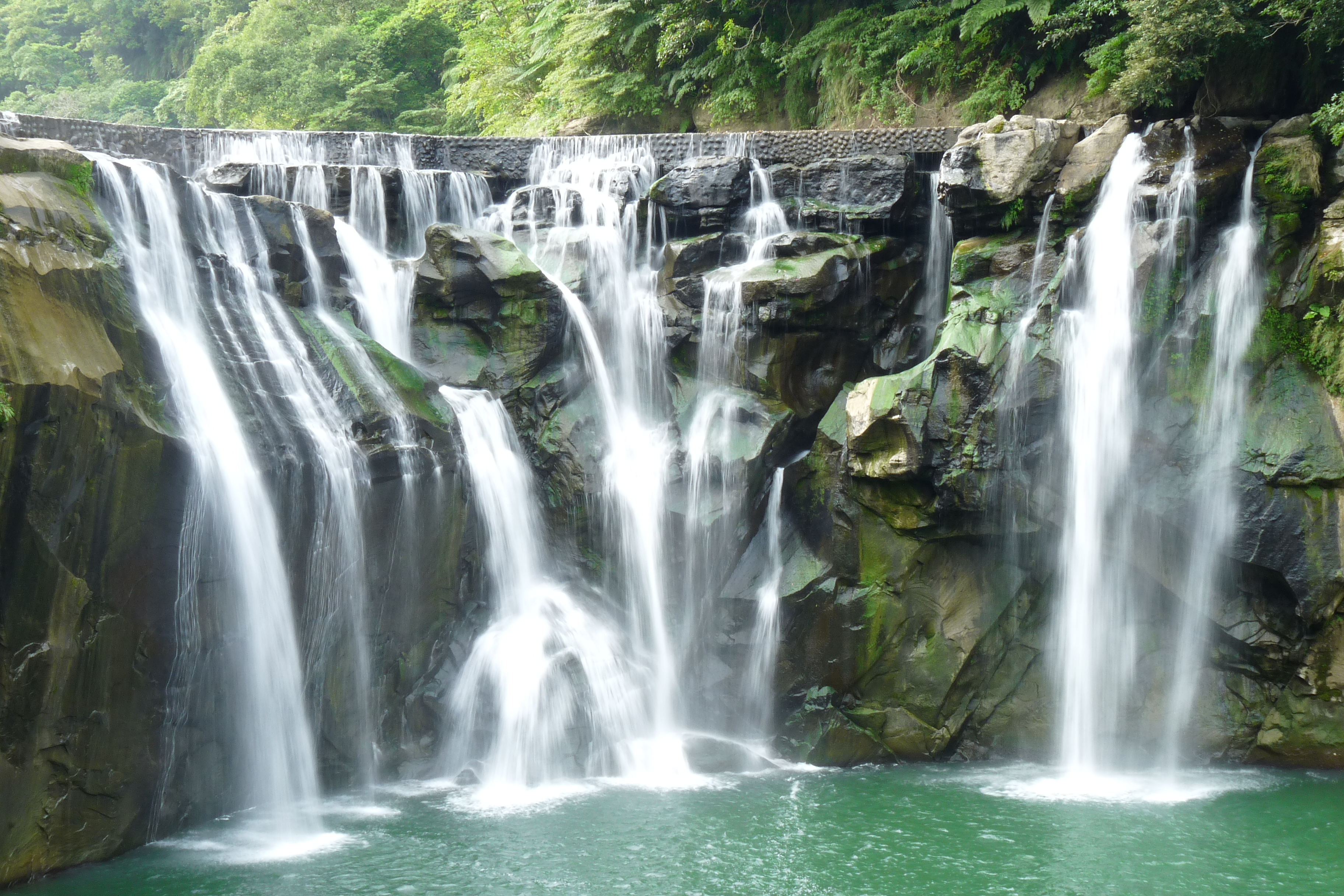
十分瀑布。

- 基隆河上游有大量的瀑布及壺穴地形，其中著名的景點有平溪的十分瀑布、眼鏡洞瀑布等。
- 平溪線沿線的基隆河溪谷有「平溪耶馬溪」的美名，也被喻為「臺灣的保津峽」。
- 松山在截彎取直後開闢大佳河濱公園。
- 基隆河臺北市部分的兩岸，各設有15公里長的休閒用單車專用道。
- 下游近淡水河的沼澤地區，設有關渡自然公園，以保育及觀賞水鳥生態著名。

## 交通

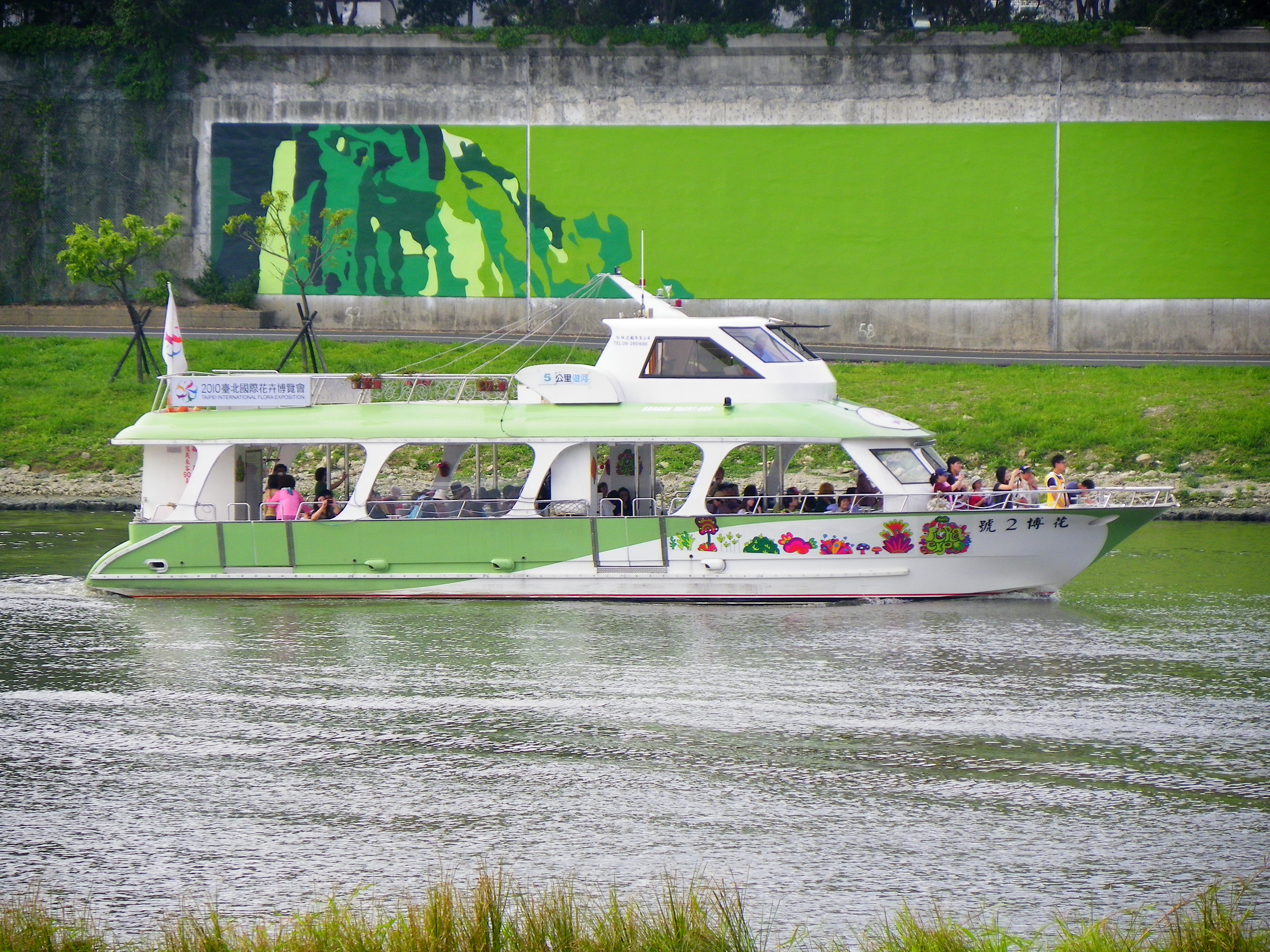
大佳~圓山間的花博2號遊艇。

以下鐵路全程沿基隆河岸行駛：
- 縱貫線松山～八堵段
- 宜蘭線八堵～三貂嶺段
- 平溪線全線（三貂嶺～菁桐）

### 藍色公路
基隆河在花博展期內設置一藍色公路站點—大佳碼頭，由此可單點進出遊河，亦可由此進出園區，來往美堤碼頭和錫口碼頭，並於花博後繼續提供民眾搭乘。
| 碼頭名稱              |            | 所在地 | 所在地 | 所在地區     |
| --------------------- | ---------- | ------ | ------ | ------------ |
| 花博藍色公路          |            |        |        |              |
| 大佳碼頭              | Dajia Pier | 台北市 | 中山區 | 大佳河濱公園 |
| →往美堤碼頭、錫口碼頭 |            |        |        |              |

## 外部連結
- 中華民國經濟部水利署基隆河整體治理計畫 （页面存档备份，存于）（水利署網站數位典藏，2009年）
- 中華民國經濟部水利署第十河川局 基隆河整體治理計畫(前期計畫) （页面存档备份，存于）